# Гунімунд (король квадів)
Гунімунд (Hunimund; бл. 395 — 470/472) — останній король квадів. Відомий як очільник придунайських свевів.

## Життєпис
Вважається старшим сином короля квадів Гермеріка. Народився близько 395 року. 406 року Гермерік, рушаючи у великий похід в межі Римської імперії, передав владу над квадами Гунімунду. Фактично влада гунімунда поширювалася лише на придунайських квадів, тоді як загорські квади стали самостійними (розвиваючи традицію з 350-х років). Створив союз споріднених племен, що отримав назву придунайські свеви, основою якого стали придунайські маркомани і придунайські квади.
З 440-х років визнав зверхність гунського володаря Аттіли. Гунімунд на чолі квадів (свевів) брав участь у битві на Каталаунських полях 451 року та поході на північну Італію наступного року. У 454 році підтримав повстання гепідського володаря Ардаріка проти нового гунського кагана Елака. Брав участь у битві при Недао, що відбулася 454 або 455 року. Звільнившись від гунської залежності почав розбудовувати власне королівство. Проте зіткнувся з потугою герулів, які до 460 року підкорили загорських квадів.
Гунімунд став здійснювати походи на південь. 460 року сплюндрував Далмацію, захопивши череди худоби в остготів, що вважалися федератами Східної Римської імперії. У відповідь остготський король Валамир зустрів їх біля озера Пелсо і взяв у полон разом з Гунімундом. Король квадів вимушений був визнати зверхність остготів, назвавшись «сином за зброєю» Валамира. Втім не став миритися з цим, уклавши союз з племенем скірів. Наприкінці 468 або на початку 469 року квади і скіри виступили проти остготів. Хоча остготи і перемогли, але сам Валамер загинув у цій битві. Брат загиблого Теодимир завдав нищівного удару по скірам.
Того ж року Гунімунд створив потужний союз, куди увійшли гепіди, герули, скіри, язиги, руги. також було укладено домовленість з імперським полководцем аспаром, що той буде атакувати остготів зі сходу. У вирішальній битві на річці Болії (низка дослідники ідентифікують її як Іпель) антиостготська коаліція зазнала нищівної поразки від королів Теодимира і Видимира I. Аспар не встиг прийти союзникам.
У 470 році Гунімунд зазнав нової поразки від остготів на чолі із Теодимиром. після цього відступив на південний захід. Владу над рештою придунайських свевів встановили герули. Гунімунд отаборився десь в районі річки Боде (притоки Заале. Помер або загинув до 472 року. Владу перейняв син Агілульф.